# Kempina stridulans
Kempina stridulans is een bidsprinkhaankreeftensoort uit de familie van de Squillidae. De wetenschappelijke naam van de soort is voor het eerst geldig gepubliceerd in 1894 door Wood-Mason.